# Pigasus
Pigasus, známý také jako Pigasus the Immortal a Pigasus J. Pig, bylo 145 liber (66 kg) vážící prase domácí, které bylo 23. srpna 1968, těsně před zahájením Národního sjezdu Demokratické strany v Chicagu ve státě Illinois, nominováno na prezidenta Spojených států amerických. Nominováno bylo stranou zvanou „Yippies“, která byla protistátní a kontrakulturní revoluční skupinou, jejíž názory byly inspirovány hnutím za svobodu slova a protiválečným hnutím šedesátá léta, především odporem k zapojení Spojených států do války ve Vietnamu.
Yippies byli známí tím, že při svých demonstracích používali dramatické divadlo a Pigase používali jako způsob, jak zesměšnit společenský status quo. Na shromáždění oznamujícím jeho kandidaturu byl Pigasus zabaven chicagskými policisty a několik jeho příznivců z řad Yippie bylo zatčeno za výtržnictví.

## Kampaň na prezidenta
V roce 1968 byl Pigasus nominován na prezidenta USA stranou Youth International Party (Yippies). Jeho jméno bylo hříčkou se jménem Pegase, okřídleného koně z řecké mytologie.
Kandidáta Pigase, kterého pro kampaň vybrali členové skupiny Dennis Dalrymple, Abbie Hoffman a Jerry Rubin, koupil od farmáře folkový zpěvák a kolega z Yippies Phil Ochs. Jeho kandidatura byla oznámena během masových protestů, které předcházely a probíhaly během Národního sjezdu Demokratické strany v Chicagu v roce 1968.
Jedním z důvodů, proč Yippies podporovali Pigase, bylo, že „když ho nemůžeme mít v Bílém domě, můžeme ho mít k snídani.“

### Oznámení kandidatury
K nominaci Pigase na prezidenta došlo 23. srpna 1968 ráno v Chicagském občanském centru (později přejmenovaném na Centrum Richarda J. Daleyho) před sochou Pabla Picassa.
Pigasus byl na shromáždění dopraven v kombíku v doprovodu sedmi Yippies. Bylo tam 50 Yippies, kteří nesli předvolební nápisy a rozdávali literaturu. Na místě bylo asi 200 diváků a deset uniformovaných chicagských policistů a několik detektivů pod osobním dohledem velitele 1. okrsku Jamese Riordana.
Jerry Rubin právě četl „děkovnou řeč“ za něj, když byl Pigasus „zatčen“ policií. Prase bylo naloženo do policejního vozu a odvezeno do chicagské Společnosti proti týrání. Sedm Yippies, včetně Jerryho Rubina a Phila Ochse, bylo zatčeno a obviněno z výtržnictví. Řidič kombíku byl také obviněn z bránění provozu. Rubin později řekl, že do cely přišel policista a řekl: „Všichni půjdete do vězení na zbytek života - prase na vás kvičelo!“ Yippies však byli propuštěni poté, co každý z nich složil kauci 25 dolarů.

## Další události
Prameny se v otázce Pigasova osudu rozcházejí. Spekuluje se, že byl sněden policistou.
Deník Chicago Tribune 30. září 1968 uvedl, že poté, co byl Pigasus zadržen chicagskou policií, převezli ho do Společnosti proti krutosti spolu s prasnicí zvanou „paní Pigasusová“ a selátkem, které byly shromážděny poté, co je Yippies v rámci svých demonstrací v době konání sjezdu předvedli. Prasata byla později převezena na farmu v Grayslake ve státě Illinois.
Pět měsíců po jmenování Pigase, během slavnostní inaugurace prezidenta Nixona, uspořádali Yippies vlastní „in-HOG-uration“ ceremoniál - pro prezidenta Pigase. O mnoho let později nekrology Dennise Dalrympla, Abbie Hoffmanové a Jerryho Rubina v The New York Times vyzdvihovaly nominaci Pigasuse na prezidenta během sjezdu Demokratické strany v roce 1968 jako mimořádný moment politického divadla.